# Piz Dado
Piz Dado är en bergstopp i Schweiz.   Den ligger i regionen Surselva och kantonen Graubünden, i den östra delen av landet, 120 km öster om huvudstaden Bern. Toppen på Piz Dado är 2 699 meter över havet, eller 107 meter över den omgivande terrängen. Bredden vid basen är 0,52 km.
Terrängen runt Piz Dado är huvudsakligen mycket bergig. Närmaste större samhälle är Ilanz, 14,5 km öster om Piz Dado. 
Trakten runt Piz Dado består i huvudsak av gräsmarker. Runt Piz Dado är det glesbefolkat, med 12 invånare per kvadratkilometer.